# Victor Hammer
Victor Karl Hammer (Vienna, 9 settembre 1882 – Lexington, 7 ottobre 1967) è stato un pittore, incisore e tipografo austriaco.

## Biografia
Hammer nasce a Vienna da Karl e Maria Fuhrmann. Inizia i suoi studi a quindici anni presso l'architetto Camillo Sitte e nel 1898 s'iscrive all'Accademia di belle arti di Vienna frequentandola fino al 1908. Inizia ad esporre i suoi lavori, poi viene chiamato alle armi nella prima guerra mondiale e lavora come artista su fronti russo, italiano e turco. Nel dopoguerra, torna a Vienna nel 1919 e si dedica all'attività grafica e tipografica. Nel 1922 si trasferisce a Firenze per dedicarsi alla pittura di ritratto e di paesaggio. In particolare si dedica alla creazione di glifi tipografici. Collabora anche alla nuova rivista italiana d'arte, L’Eroica.
Nel 1934 è in Alsazia, a Kolbsheim, per un lavoro di architettura. Dal 1936 al 1939 è nuovamente a Vienna, dove si dedica all'insegnamento all'Accademia di belle Arti pur rimanendo in contatto con l'ambiente artistico austriaco. Nel 1939 abbandona segretamente Vienna per emigrare negli Stati Uniti con la prima moglie, Rosl Rossbach: si stabilisce ad Aurora (New York) e si dedica all'insegnamento nel Wells College. Nel 1948 si trasferisce a Lexington (Kentucky) dedicandosi all'insegnamento nella Transylvania University, alla stamperia tipografica e alla progettazione architettonica.